# Flynneffect
Het flynneffect is de stijging in de loop van de jaren van de gemiddelde score op intelligentietesten van een gegeven populatie. James Flynn, een Nieuw-Zeelands moraal-filosoof, was de eerste die naar het fenomeen onderzoek deed. Het effect werd later herhaaldelijk geconstateerd door onderzoekers in de Verenigde Staten en Azië, en ook in België en Nederland.
Een intelligentiemeting wordt in de regel genormeerd op een representatieve groep proefpersonen, waarbij het gemiddelde op 100 gesteld wordt. Als enkele jaren later nieuwe normen worden berekend, dan blijkt dat deze strenger worden: er moeten meer vragen goed beantwoord worden voor eenzelfde intelligentiequotiënt. Dit komt doordat de ruwe score (aantal goede antwoorden) van de nieuwe normgroep hoger ligt dan die van de eerdere. Zonder hernormering zou dit leiden tot een verhoging van het gemiddeld gemeten IQ (op de langer geleden genormeerde test) van zo'n 3 à 5 punten per decennium.

## Voorgestelde verklaringen
- Wordt de mensheid slimmer? Misschien hebben intelligente mensen een evolutionair voordeel?
- Door betere voeding en hygiëne stijgt het algemene conditiepeil, dus ook de intelligentie.
- Betere scholing heeft een positieve invloed op het IQ en het IQ van kinderen opgevoed door geschoolde ouders.
- Heeft de afname van het aantal mishandelde kinderen door een grotere maatschappelijke aandacht voor dit probleem een positieve invloed op het IQ?
- Worden de mensen bedrevener in het afleggen van intelligentietesten, door een betere scholingsgraad?
- De vragen van veelgebruikte intelligentietesten geraken verspreid en gekend, zodanig dat een volgende proefpersoon niet meer "een nieuw probleem" moet oplossen (zoals oorspronkelijk bedoeld), maar een reeds min of meer vertrouwd probleem.
- Daling van gezinsgrootte waardoor er meer aandacht is voor individuele kinderen[2]

In ieder geval is sinds Flynn bekend dat een betrouwbare IQ-meting gebaseerd moet zijn op een intelligentieproef met recente, wetenschappelijk verantwoorde normen. Psycholoog Flynn denkt zelf dat het stijgende IQ niet betekent dat mensen werkelijk intelligenter zijn geworden. Hij concludeert dat een IQ-test voornamelijk aangeeft hoe goed iemand is in het oplossen van abstracte problemen.

## Tegenstrijdig bewijs
Het flynneffect kan in sommige landen al geëindigd zijn. Teasdale & Owen (2005) rapporteerden dat de testresultaten van 500.000 jonge Deense mannen, getest tussen 1959 en 2004, aangeven dat de prestatie eind jaren negentig piekte, en dat sindsdien de resultaten gedaald zijn naar het niveau van eind jaren tachtig.
Een andere recente studie door professor Philip Adey en Michael Shayer laten zien dat het flynneffect geëindigd kan zijn in Groot-Brittannië. Volgens professor Abbey is in de afgelopen twee decennia de intelligentie van 11-jarigen gedaald naar het niveau van kinderen die 3 jaar jonger zijn. De studie vergeleek de resultaten van IQ-tests door 11-jarigen in 2005, midden jaren 1990, en 1976.
Ook in Noorwegen werd voor kinderen geboren rond 1975 het einde van het flynneffect gezien. Opvallend voor de Noorse situatie is verder dat de trend in hogere IQ-scores vrijwel volledig samenvalt met de daling in gezinsgrootte.